# Коору-Ярв
Коору-Ярв (ест. Kooru järv, інші назви ест. Suur Kaanda järv) — озеро в Естонії, що розташоване на острові Сааремаа, у волості Мустьяла.